# Szágy
Szágy è un comune dell'Ungheria di 148 abitanti (dati 2008) situato nella contea di Baranya, regione Transdanubio Meridionale